# Rosa Raisa

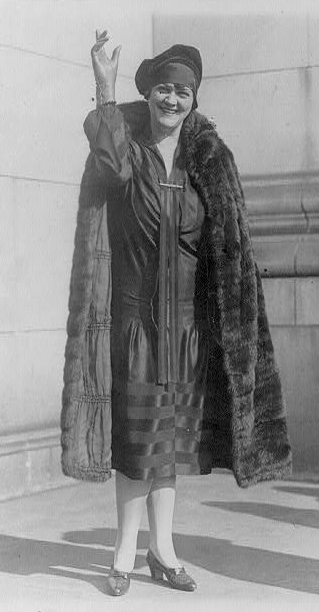
Rosa Raisa

 Rosa Raisa, właśc. Róża Bursztyn,  Roza Bursztejn lub Burchstein (ur. 23 maja 1893 w Białymstoku, zm. 28 września 1963 w Los Angeles) – polsko-rosyjska śpiewaczka (sopran).

## Życiorys
Urodziła się w żydowskiej rodzinie, która w 1907 musiała uciekać do Włoch przed pogromami Żydów, do których podżegali Rosjanie. We Włoszech uczyła się śpiewu u Evy Tetrazzini (siostry sławnej śpiewaczki Luisy Tetrazzini), a później u Barbary Marchisio. Zadebiutowała w 1912 w Neapolu, a w 1913 wystąpiła jako Leonora w operze Oberto Giuseppe Verdiego w Parmie, w ramach 100-lecia urodzin kompozytora.
Występowała w Filadelfii, Chicago, londyńskiej Covent Garden i mediolańskiej La Scali, gdzie była pierwszą odtwórczynią tytułowej roli w Turandot Pucciniego (1926), którą dyrygował Arturo Toscanini. Była doskonałą odtwórczynią ról w operach: Tosca, Aida, Norma i Don Giovanni.
Jej mężem był baryton Giacomo Rimini (1887–1952), z którym w 1937 otworzyła szkołę wokalną w Chicago.
Karierę śpiewaczą zakończyła w latach 40. XX w.